# Keo dậu

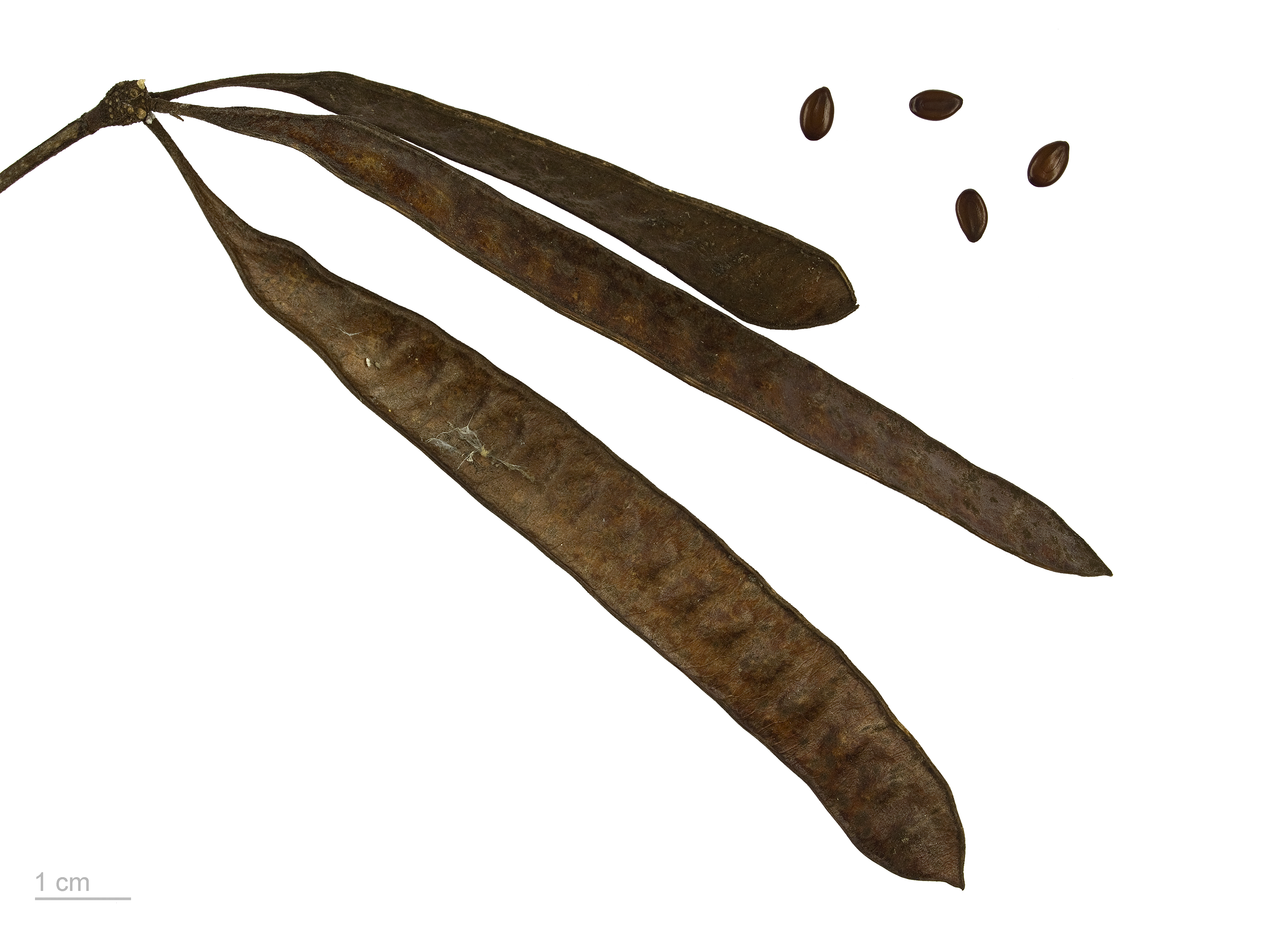
Leucaena leucocephala

Keo dậu còn gọi là cây Bình linh (danh pháp hai phần: Leucaena leucocephala), là một loài cây gỗ nhỏ, loài cây này tại Việt Nam thường được trồng làm hàng rào nên người ta thường gọi là keo dậu. Nó thuộc về chi Keo dậu (Leucaena) trong Phân họ Trinh nữ (Mimosoideae), họ Đậu (Fabaceae), bộ Đậu (Fabales) và sinh trưởng ở vùng nhiệt đới. Tán rộng, vỏ cây màu xám. Lá thuộc dạng lá kép lông chim 2 lần chẵn, trên cuống lá cấp 1 có các tuyến hình chậu (một đặc điểm điển hình thuộc phân họ trinh nữ). Hoa tự đầu trạng, tràng hoa màu trắng. Quả tạo thành chùm. Hạt khi xanh có thể ăn được và thường dùng làm thuốc trục giun, khi quả chín, hạt chuyển màu nâu
Tên keo dậu (còn gọi là keo giậu), hoặc táo nhơn, bọ chét, keo giun. Bông nở ra màu trắng, nó là một loại cây quen thuộc tại Việt Nam. Quả khi còn non có màu xanh nhạt, quả khi chín có màu nâu đen. Bên trong là hạt.

## Sử dụng
Hiện nay nó được coi như là một nguồn cung cấp than củi và năng lượng (tương đương 1 triệu thùng dầu hàng năm từ diện tích 120 km²) hay thuốc trừ giun ở Sumatra, Indonesia. Trong tiếng Indonesia nó được gọi là petai cina và trong tiếng Java là lamtoro hay lamotorogung. Nó được coi là một cỗ máy sản xuất sinh khối, do sản lượng lá của nó tương đương với khối lượng khô khoảng 2-20 tấn/ha trong một năm và củi khoảng 30–40 m³/ha trong một năm, với sản lượng có thể gấp đôi trong những khu vực có khí hậu thích hợp. Nó cũng là loài cây rất hiệu quả trong việc cố định đạm, với khối lượng lớn hơn 500 kg/ha mỗi năm.
Quả và lá keo dậu có thể dùng làm thức ăn phụ cho gia súc. Do khả năng sinh thái có thể tái sinh hạt rất tốt nên người ta thường sử dụng keo dậu làm 1 loài cây tiên phong phục hồi rừng. Hạt keo dậu sẽ được gieo vãi trên đất mất tính chất đất rừng, keo dậu nảy mầm và sẽ cải tạo dần tính chất đất ở đây, tạo hoàn cảnh cho các loài cây gỗ khác có thể sinh trưởng.
Tại Việt Nam, cây keo dậu còn có tên gọi khác là bình linh (Nam Bộ), táo nhơn (Trung Bộ) hay bọ chít v.v. Keo dậu phát triển ở hầu hết các vùng sinh thái của Việt Nam, nhưng nhiều ở nam Trung Bộ, như ở Khánh Hòa. Keo dậu sinh trưởng tốt trên đất thoát nước, ít chua, có thể thích ứng với đất mặn vừa ven biển. Keo dậu chịu khô hạn rất tốt nhưng không chịu úng đặc biệt là khi còn non.
Bột keo dậu là thức ăn bổ sung caroten, vitamin, khoáng chất cho gia cầm và gia súc non. Lượng protein trong lá keo dậu khá cao (270 - 280 g/kg), tỷ lệ xơ thấp (155 g/kg) và hàm lượng caroten khá cao (200 mg). Keo dậu có chứa độc tố mimosin nên chỉ sử dụng dưới 25% trong khẩu phần cho gia súc nhai lại, dưới 10% đối với lợn và dưới 5% đối với gia cầm. Tuy nhiên ở nhiều vùng thì nó lại bị coi là loại thực vật xâm hại.

## Hình ảnh

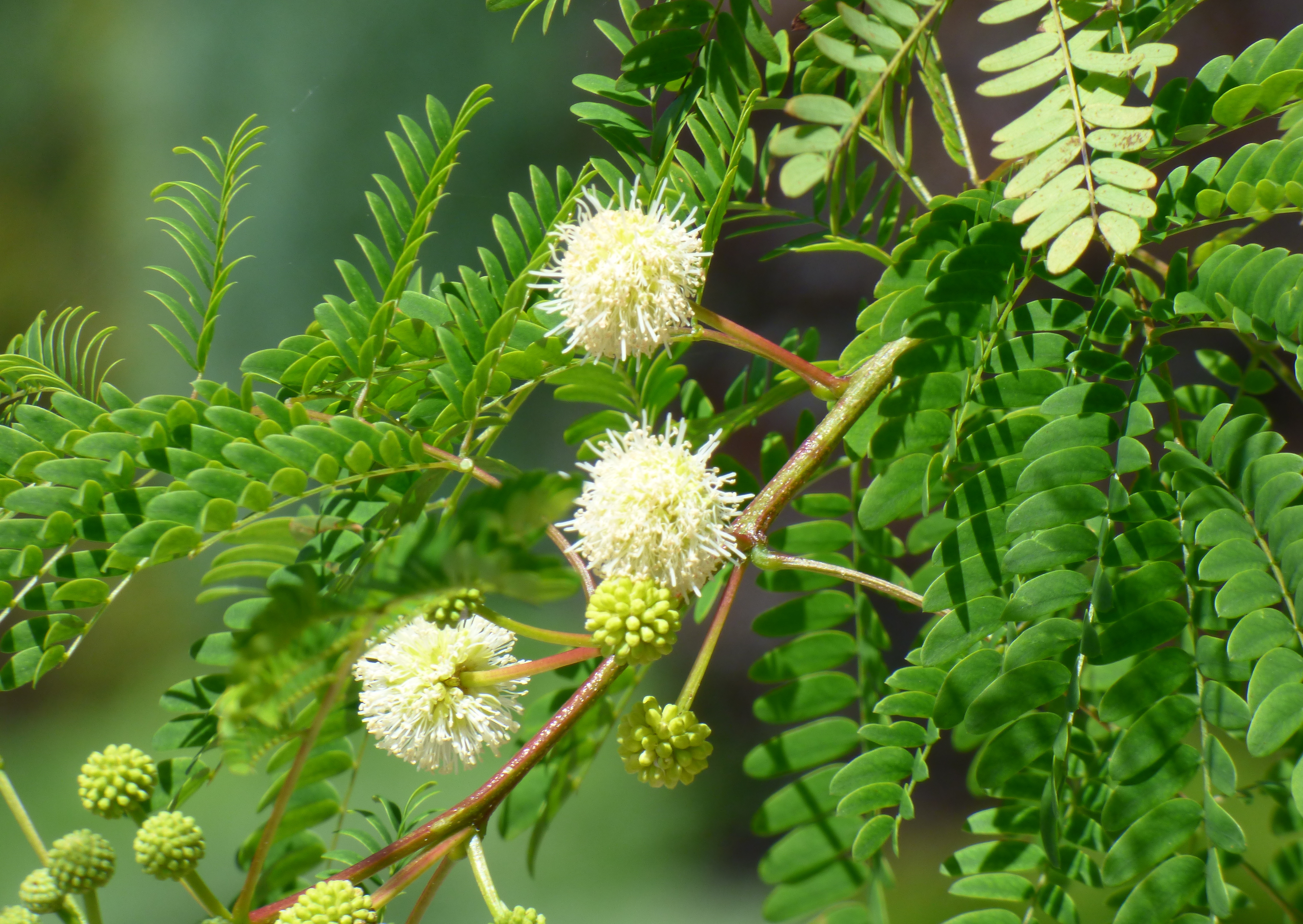
Nhánh, lá và bông keo dậu

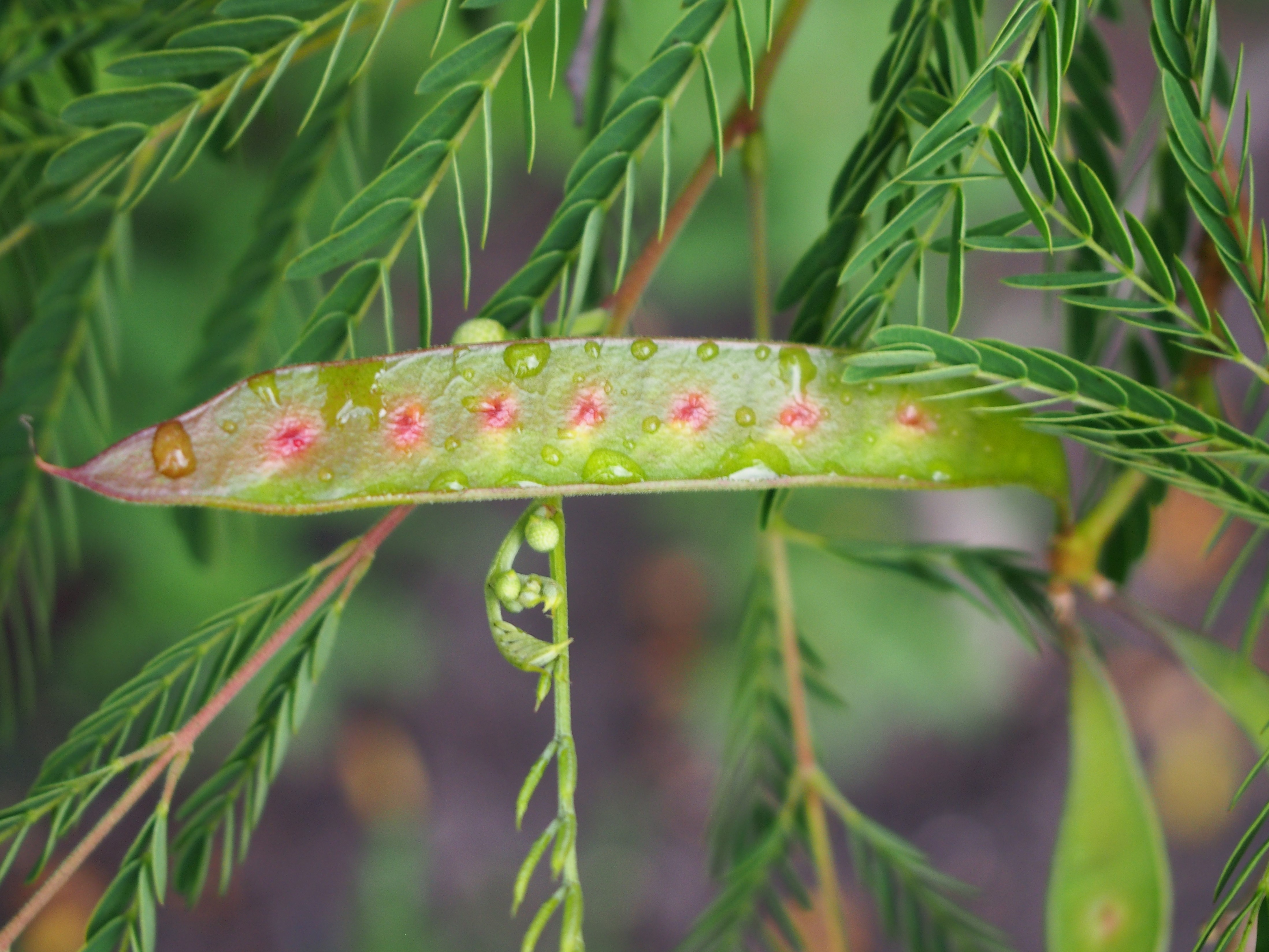
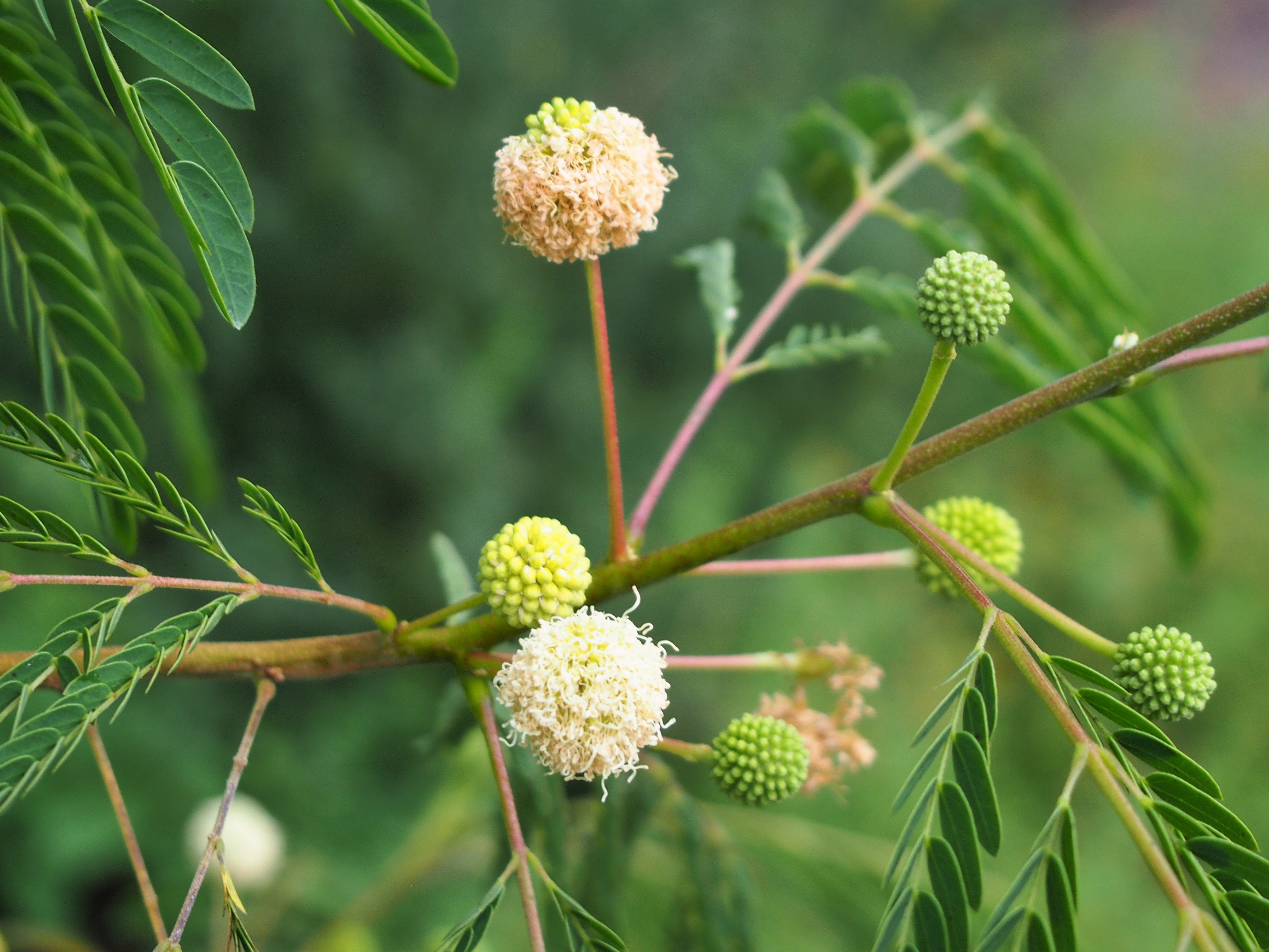
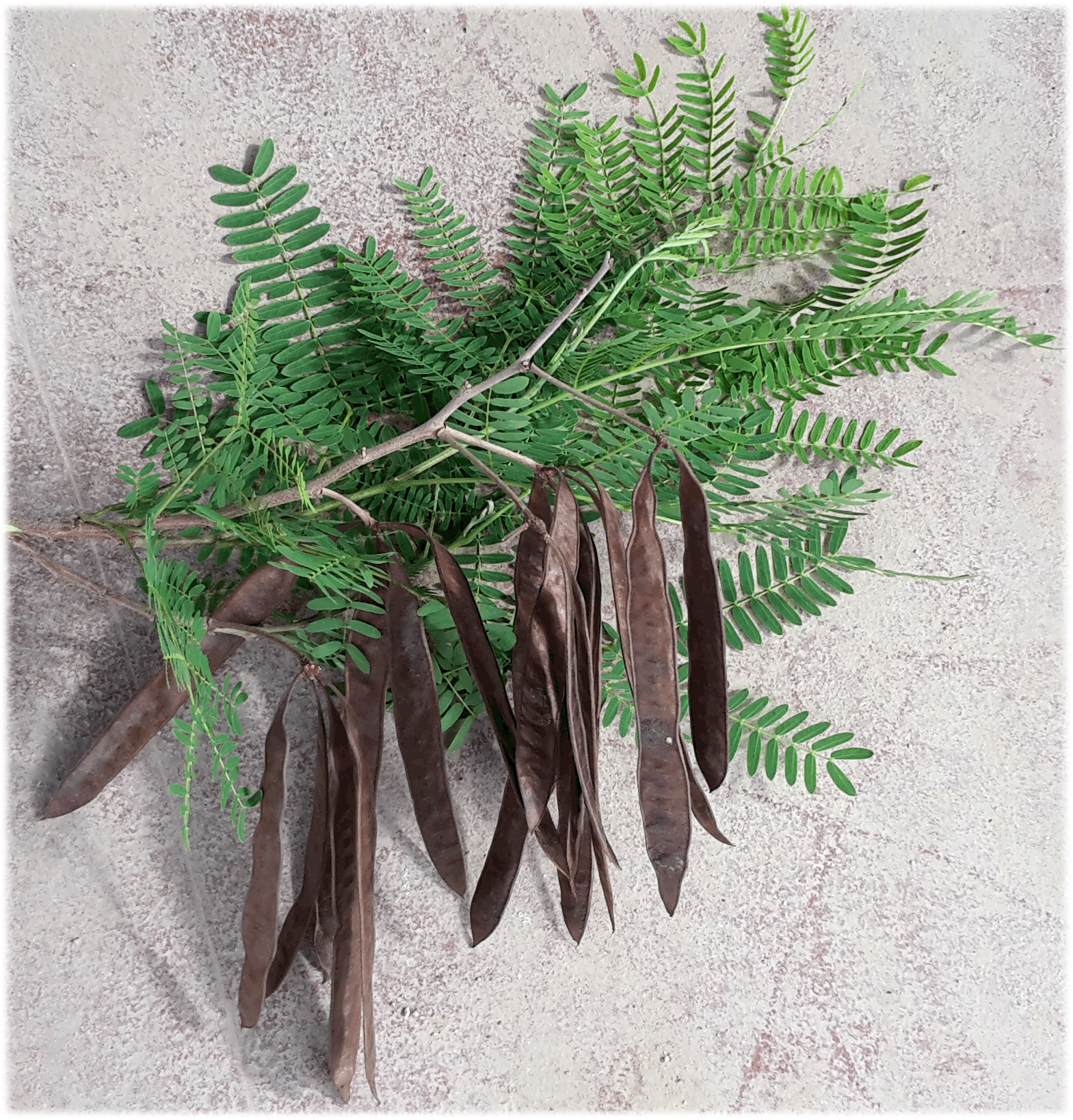
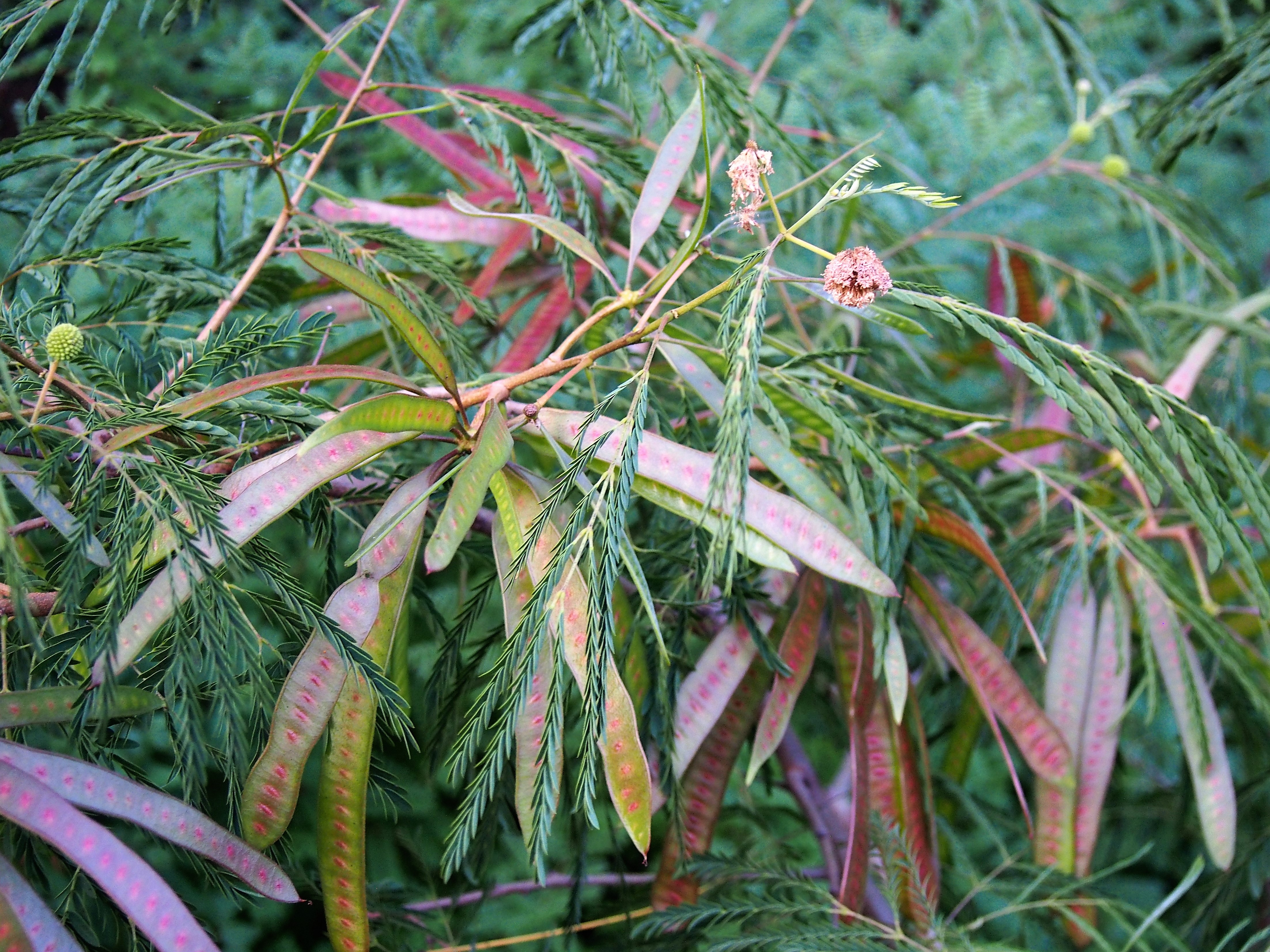
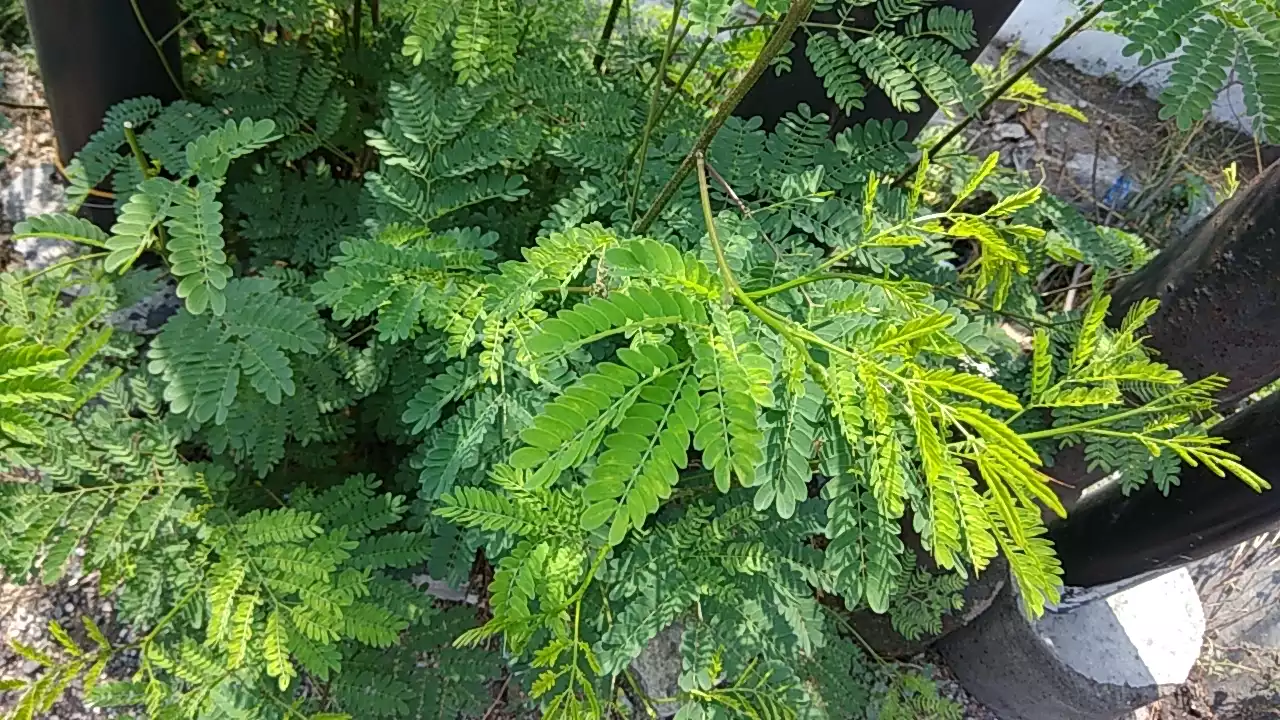
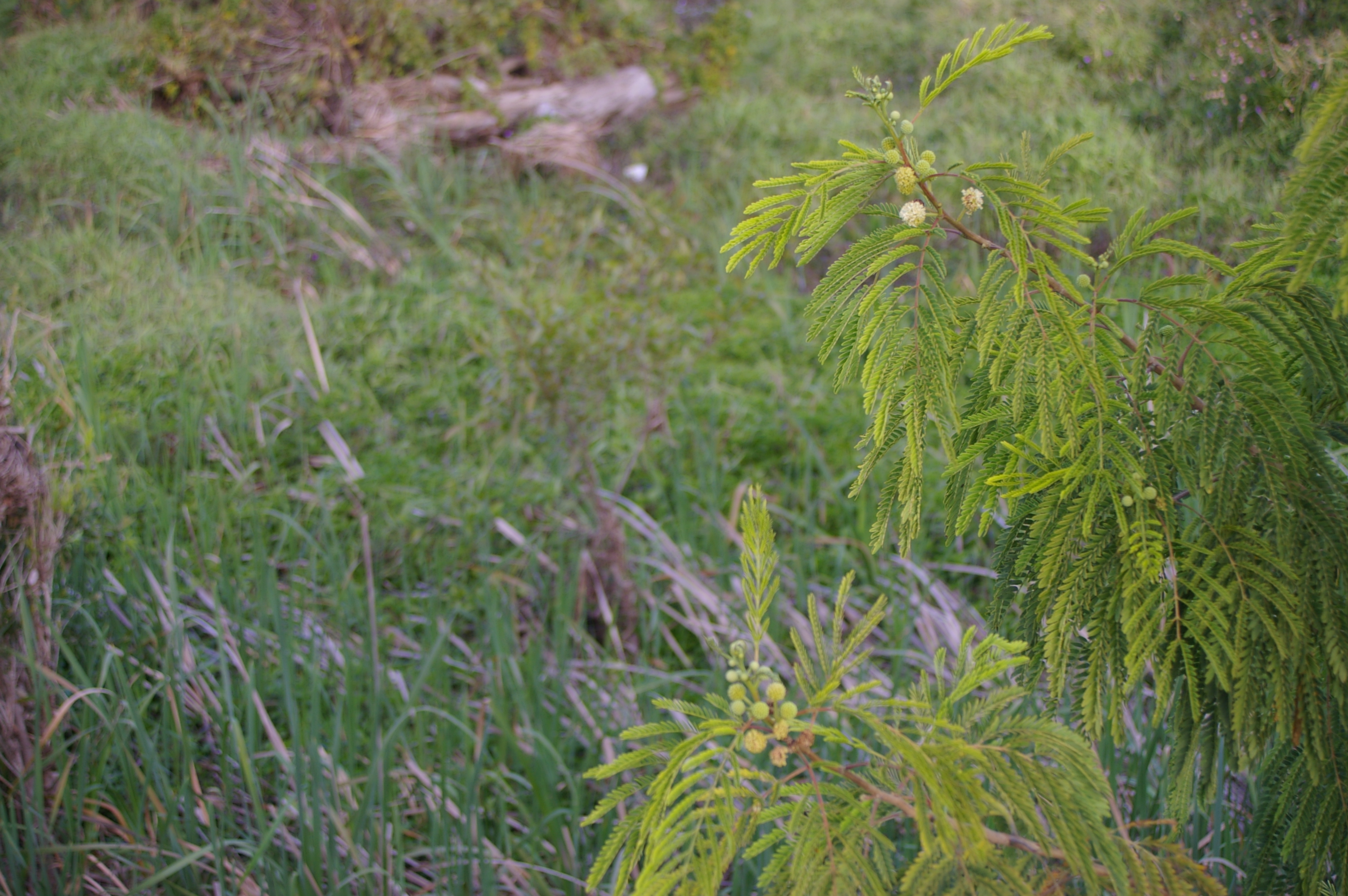